# Escuela revisionista de estudios islámicos
La escuela revisionista de estudios islámicos (también escuela crítica de estudios islámicos y historiadores críticos del islam) es un movimiento en los Estudios islámicos que cuestiona las narrativas musulmanas tradicionales sobre los orígenes del Islam.
Hasta principios de la década de 1970, los estudiosos no musulmanes del islam, si bien no aceptaban relatos de intervención divina, aceptaban la historia de origen del Islam «en la mayoría de sus detalles», y aceptaban la fiabilidad de sus fuentes literarias tradicionales: el tafsir (comentarios sobre el Corán), los hadices (relatos de lo que el profeta islámico Mahoma aprobó o desaprobó) y la Sira (biografías de Mahoma).
Los revisionistas, en cambio, utilizan un enfoque «crítico de las fuentes» respecto de esta literatura, además de estudiar la arqueología, la epigrafía, la numismática y la literatura contemporánea no árabe pertinentes. Consideran que esas metodologías proporcionan «hechos duros» y la posibilidad de comprobación cruzada, y que los relatos islámicos tradicionales, escritos entre 150 y 250 años después de Mahoma, están/estaban sujetos a sesgos y embellecimientos por parte de autores y transmisores.

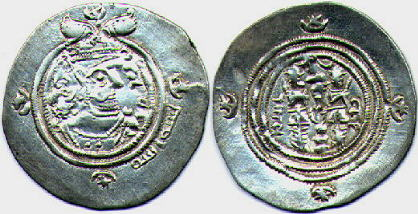
Monedas de estilo sasánida del periodo islámico temprano (escrituras pahlavíes, media luna y estrella, altar de fuego, representaciones de Cosroes II, bismillāh en el margen). A diferencia de figuras históricas conocidas como Ibn Zubayr y Mu'awiya I, no hay monedas acuñadas a nombre de califas titulados Rashidun que puedan ser prueba de dominación oficial.

Se piensa que la escuela se originó en la década de 1970 e incluye (o incluyó) a estudiosos como John Wansbrough y a sus alumnos Andrew Rippin, Norman Calder, G. R. Hawting, Patricia Crone y Michael Cook, así como Günter Lüling, Yehuda D. Nevo, Tom Holland y Christoph Luxenberg. No es «en absoluto monolítica» y, aunque sus defensores comparten «premisas metodológicas», han ofrecido «relatos contradictorios de las conquistas árabes y del surgimiento del islam». A veces se la contrapone a los historiadores «tradicionistas» del islam que sí aceptan la historia de origen tradicional, aunque la adhesión a los dos enfoques es «por lo general implícita» más que «declarada abiertamente».

## Tesis principales
Los revisionistas sugieren que los acontecimientos de los primeros tiempos del islam deben investigarse y reconstruirse de nuevo con ayuda del método histórico-crítico/crítico de las fuentes (el proceso de evaluar la validez, fiabilidad, relevancia, etc., de una fuente respecto del tema investigado). Los revisionistas no están dispuestos a apoyarse en el Corán ni en los hadices. A partir del estudio de fuentes primarias alternativas de los entornos circundantes, sostienen que el islam comenzó como un movimiento monoteísta que incluía tanto a árabes como a judíos. El movimiento surgió en el borde septentrional de la península arábiga, cerca de los imperios bizantino y persa. El cambio de qibla, la dirección de la oración, de Jerusalén a La Meca podría ser un eco de este movimiento anterior. Un grupo de investigadores rechazó la existencia histórica de Mahoma y afirmó que su biografía no trataba de una figura histórica, sino de una legendaria (comparable a Jesús o a Moisés). Según Volker Popp, «Alí» y «Muhammad» no eran nombres, sino títulos de estas figuras.
Los revisionistas consideran la «expansión islámica» inicial como una expansión árabe secular; solo tras la ascensión del Califato omeya (661–750) se configuró una identidad islámica árabe exclusiva, desplazando la narración de origen a la península arábiga. En líneas generales, los revisionistas sostienen que:

### Naturaleza del islam temprano

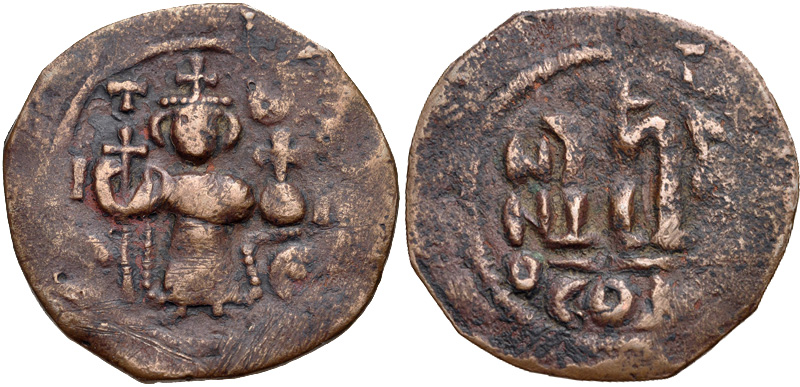
Una «moneda seudobizantina» con representaciones del emperador bizantino Constante II portando el bastón rematado en cruz y el globus cruciger. No existía una identidad islámico-religiosa específica ni una postura política con fronteras nítidas en el periodo islámico temprano.

El islam no surgió entre paganos politeístas en La Meca sino en un ambiente en el que los textos judíos y cristianos eran bien conocidos. Los «infieles» no eran politeístas paganos sino monoteístas a quienes se consideraba polémicamente que se desviaban ligeramente del monoteísmo.
La conexión entre musulmanes y judíos fue muy estrecha en los primeros tiempos del islam. A los judíos también se les llamaba «creyentes» y formaban parte de la ummah. Textos antijudíos como el relato de la matanza en el año 5 AH de la tribu judía Banu Qurayza surgieron mucho después de Mahoma, cuando el islam se había separado del judaísmo.

### Consolidación de la autoridad religiosa
Al principio, el poder secular y el espiritual estaban unidos en la persona del califa. No había eruditos religiosos especializados. Los eruditos religiosos surgieron solo más tarde y arrebataron el poder espiritual a los califas.

### Expansión del islam
La expansión islámica probablemente no fue una expansión motivada religiosamente, sino una expansión árabe secular. La expansión no dio lugar inicialmente a la opresión de la población no musulmana.

### Identidad remodelada del islam temprano
Tras Mahoma, al menos dos fases fueron de gran importancia para la formación del islam en su forma posterior:
- - El Califato omeya (661–750), especialmente bajo Abd al-Malik ibn Marwan (647–705, reinó 685–705), modeló la narrativa islámica creando una identidad islámica árabe exclusiva.[25] Bajo el quinto califa omeya, Abd al-Malik ibn Marwán, se construyó la Cúpula de la Roca en Jerusalén. Allí aparece por primera vez la palabra «islam». Hasta ese momento los musulmanes se llamaban simplemente «creyentes», y el imperio árabe acuñó monedas que mostraban símbolos cristianos. Abd al-Malik también desempeña un papel importante en la reelaboración del texto coránico.[26]
  - Durante el Califato abasí (750–1258) se redactaron prácticamente todos los textos tradicionales islámicos sobre los comienzos del islam. Los abasíes, como parte victoriosa en el conflicto con los omeyas, tenían gran interés en legitimar su gobierno. Esta motivación se filtró evidentemente en los textos tradicionales.[27]

### Influencia de los pueblos conquistados
Patricia Crone sostiene que la sharía no se fundó en tradiciones de rasūl Allāh, el mensajero de Dios, Mahoma, sino en la ley «del Próximo Oriente tal como se había desarrollado bajo Alejandro. Los musulmanes cribaron y sistematizaron esta ley en nombre de Dios, imprimiéndole su propia imagen en el proceso.» Esta ley provincial que «el califato omeya en general y Muawiya en particular» emplearon se convirtió en lo que hoy llamamos sharía tras «un largo periodo de ajustes por parte de los ulemas».
Robert G. Hoyland también sostiene que, si la base de la sharía fueron los hechos y dichos de Mahoma, debieron anotarse cuidadosamente y transmitirse con cuidado a posteriores ulama por la generación temprana de salaf. Sin embargo, esa doctrina queda desmentida por citas de eruditos islámicos salaf que niegan específicamente el uso común de hadices de Mahoma:
- - «Pasé un año sentado con Abdullah ibn Umar [m. 693, hijo del segundo califa] y no le oí transmitir nada del profeta»;[30][31]
  - «Nunca oí a Jabir ibn Zayd (m. c. 720) decir “el profeta dijo ...” y, sin embargo, los jóvenes de por aquí lo dicen veinte veces por hora».[32][31]

Según Tom Holland, los guerreros árabes conquistadores eran en su inmensa mayoría analfabetos, y los primeros ulemas (la clase de guardianes, transmisores e intérpretes del saber religioso en el islam) consistían abrumadoramente en pueblos conquistados (zoroastrianos y judíos) que se convirtieron al islam y poseían una fuerte tradición académica.

### Integridad textual del Corán
El texto coránico en uso hoy muestra muchas diferencias con los manuscritos más antiguos existentes. Una parte central del Corán puede derivar de las anunciaciones de Mahoma, pero algunas partes del Corán se añadieron definitivamente más tarde o fueron reelaboradas con posterioridad. Además, se introdujeron muchas pequeñas desviaciones en el texto, como ocurre con otros textos antiguos copiados a mano una y otra vez.
La existencia y la importancia de Mahoma como persona histórica depende especialmente de la cuestión de si alguna parte o, en su caso, cuántas partes del Corán pueden atribuirse a su época o si todas o la mayoría de las partes del Corán surgieron solo después del tiempo de Mahoma. Las opiniones de los investigadores difieren sobre esa cuestión. Fred Donner sugiere una fecha temprana para el Corán. (Esa tesis ha sido abandonada por muchos en el siglo XXI debido a estudios y dataciones de manuscritos tempranos. Tom Holland afirma que «la evidencia parece sugerir» que el Corán estándar contemporáneo «fue pronunciado por Mahoma en el periodo en que la tradición musulmana ha insistido en que vivió»).
El Corán no está escrito en un árabe «puro», ya que el siriaco parece haber ejercido cierta influencia sobre la lengua del Corán que fue olvidada más tarde. Esto podría proporcionar una posible explicación de por qué una quinta parte del texto coránico es difícil de entender.

## Orígenes y metodología
La influencia de las diferentes tendencias en el estudio del islam en Occidente ha oscilado. Ibn Warraq considera que «el auge de esta escuela revisionista» puede fecharse en el Quinto Coloquio del Near Eastern History Group de la Universidad de Oxford en julio de 1975, y Robert Hoyland cree que los revisionistas dominaron en las décadas de 1970 y 1980.
Hasta principios de la década de 1970, los estudiosos no musulmanes del islam, aunque no aceptaban relatos de intervención divina, aceptaban su historia de origen «en la mayoría de sus detalles», y la fiabilidad del tafsir (comentarios sobre el Corán), los hadices (relatos de lo que aprobó o desaprobó el profeta islámico Mahoma) y la Sira (biografía del profeta). Los revisionistas, en cambio, utilizan un enfoque «crítico de las fuentes» respecto de la literatura y estudian la arqueología, la epigrafía, la numismática y la literatura contemporánea no árabe pertinentes. Consideran que esas metodologías proporcionan «hechos duros» y la posibilidad de comprobación cruzada, mientras que los relatos islámicos tradicionales, escritos entre 150 y 200 años después de Mahoma, están/estaban sujetos a sesgos y embellecimientos por parte de autores y transmisores.

### Estudios de posguerra
Desde la Segunda Guerra Mundial hasta alrededor de mediados de la década de 1970, hubo lo que el estudioso Charles Adams describe como «un movimiento distintivo en Occidente, representado tanto en círculos religiosos como en las universidades, cuyo propósito» era mostrar tanto una «mayor apreciación de la religiosidad islámica» como fomentar «una nueva actitud hacia ella» y, al hacerlo, hacer «restitución por los pecados de enfoques antipáticos, hostiles o interesados que habían lastrado la tradición [anterior a la Segunda Guerra Mundial] del orientalismo occidental». Herbert Berg da a Wilfred Cantwell Smith y a W. Montgomery Watt como ejemplos de defensores de este enfoque «irénico» de la historia islámica, y señala que el enfoque chocaba necesariamente con las preguntas y posibles respuestas de los revisionistas, ya que estas chocaban con la doctrina islámica.

### Estudios de los hadices
Se ha dicho que la escuela revisionista se basa en el estudio de la literatura de hadices por parte de los estudiosos del islam Ignác Goldziher (1850–1921) y Joseph Schacht (1902–1969), quienes argumentaron que los relatos islámicos tradicionales sobre los primeros tiempos del Islam, escritos entre 150 y 250 años después de Mahoma, no pueden considerarse fuentes históricas fiables. Goldziher sostuvo, en palabras de R. S. Humphreys, «que un gran número de hadices aceptados incluso en las colecciones musulmanas más rigurosamente críticas eran falsificaciones descaradas de los siglos VIII y IX y, en consecuencia, que los meticulosos isnads que los respaldaban eran completamente ficticios».
Schacht sostuvo que la ley islámica no se transmitió sin desviaciones desde Mahoma, sino que «se desarrolló... a partir de la práctica popular y administrativa bajo los omeyas, y esta práctica a menudo divergía de las intenciones e incluso de la redacción explícita del Corán... las normas derivadas del Corán se introdujeron en el derecho mahometano casi invariablemente en una fase secundaria».

### Extensión de los argumentos sobre hadices
Los revisionistas extendieron ese argumento más allá de los hadices a otros aspectos de la literatura islámica: la sira, biografía de Mahoma; la historia de la formación del Corán; y los desarrollos históricos bajo la primera dinastía islámica, el Califato omeya. Los revisionistas creen que los verdaderos acontecimientos históricos de los tiempos más tempranos del islam deben investigarse y reconstruirse de nuevo aplicando el método histórico-crítico, o, en palabras de Cook y Crone, los historiadores deben «salir por completo de la tradición islámica y empezar de nuevo». Eso exige utilizar
el «enfoque crítico de las fuentes tanto respecto del Corán como de los relatos literarios musulmanes sobre el surgimiento del islam, la conquista y el periodo omeya»;
comparar los relatos tradicionales con
relatos de los siglos VII y VIII d. C. que sean externos a la tradición musulmana;
la arqueología islámica, epigrafía, numismática de los siglos VII y VIII d. C., fuentes que deben preferirse cuando hay conflicto con las fuentes literarias musulmanas.
Los revisionistas creen que los resultados de esos métodos indican, entre otras cosas, que la ruptura entre la religión, el gobierno y la cultura de las civilizaciones persa y bizantina preislámicas y las de los conquistadores árabes del siglo VII no fue tan abrupta como describe la historia tradicional, idea planteada en la declaración del Quinto Coloquio del Near Eastern History Group de la Universidad de Oxford. Los organizadores del coloquio sostuvieron que si «partimos del supuesto de que debe haber habido alguna continuidad, necesitamos o bien ir más allá de las fuentes islámicas o... reinterpretarlas».

## Principales representantes
Entre los defensores «más destacados» del revisionismo se encuentran John Wansbrough (1928–2002), Patricia Crone (1945–2015), Michael Cook, Yehuda D. Nevo (1932–1992) y Fred M. Donner. El nuevo movimiento se originó en la School of Oriental and African Studies de la Universidad de Londres con la publicación de dos obras de Wansbrough: Quranic Studies (1977) y The Sectarian Milieu (1978). Andrew Rippin (1950–2016), Norman Calder, G. R. Hawting, Patricia Crone y Michael Cook fueron alumnos de Wansbrough. En 1977, Crone y Cook publicaron Hagarism, que postulaba, entre otras cosas, que el islam se estableció después, y no antes, de las conquistas árabes y que La Meca no fue el santuario islámico original. Más tarde, ambos se distanciaron de las tesis de Hagarism por demasiado amplias, pero siguieron «cuestionando tanto las visiones ortodoxas musulmanas como occidentales de la historia islámica». Martin Hinds (1941–1988), también estudió en SOAS y Robert G. Hoyland fue alumno de Patricia Crone.
En Alemania, en la Universidad del Sarre, Günter Lüling (1928–2014) y Gerd-Rüdiger Puin se centraron desde la década de 1970 en la investigación histórico-crítica del desarrollo del Corán y, en la de 2000, Karl-Heinz Ohlig, Volker Popp, Christoph Luxenberg y Markus Groß argumentaron que Mahoma fue una figura legendaria, no histórica. Hans Jansen de los Países Bajos publicó en 2005/7 una obra que argumentaba en detalle por qué suponía que los relatos conocidos de la vida de Mahoma eran legendarios. Yehuda D. Nevo también cuestionó la historicidad de Mahoma. Sven Kalisch, converso al islam, enseñó teología islámica antes de abandonar la fe en 2008 y cuestionó la historicidad de Mahoma (así como las de Jesús y Moisés).
James A. Bellamy ha realizado crítica textual del Corán y sus «enmendaciones», o correcciones, del texto tradicional del Corán. Fred Donner, en varios de sus libros sobre la historia islámica temprana, sostuvo que solo durante el reinado de Abd al-Malik ibn Marwan (685–705) el monoteísmo ecuménico temprano de los conquistadores árabes empezó a separarse de cristianos y judíos.
El historiador divulgador Tom Holland difundió los nuevos resultados de investigación con su obra In the Shadow of the Sword (2012) y presentó una posible síntesis de los diversos enfoques revisionistas.

## Publicaciones

### Académicas

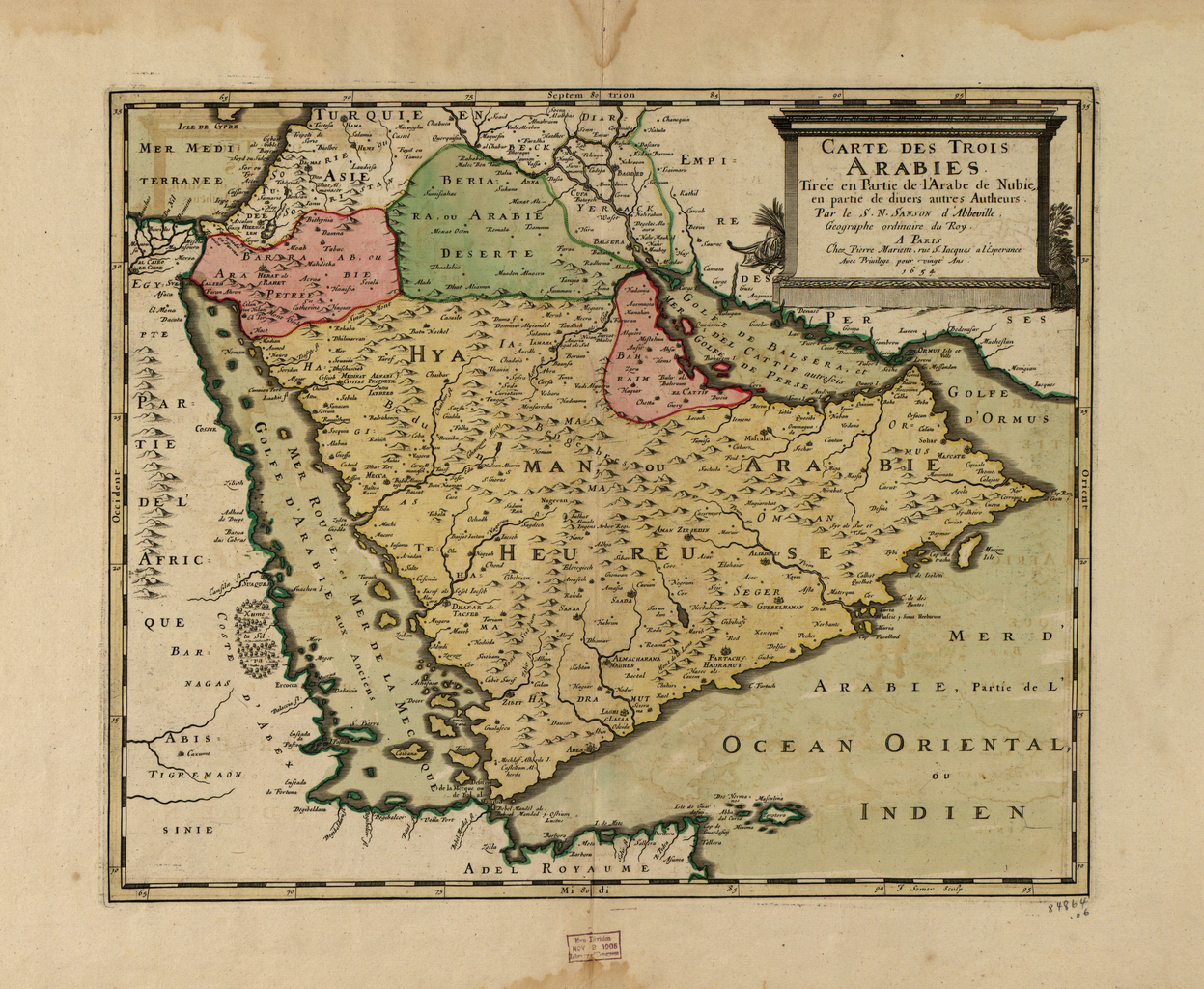
Los testimonios no islámicos sobre la vida de Mahoma lo describen como líder de los sarracenos, supuestamente descendientes de Ismael -una leyenda de los judíos y cristianos siriacos y griegos, más no de los árabes preislámicos- que vivían en las regiones septentrionales; Arabia Pétrea y Arabia Deserta.

#### Patricia Crone y Michael Cook,Hagarism: The Making of the Islamic World(1977)
En Hagarism: The Making of the Islamic World, Patricia Crone y Michael Cook dejan de lado la historia islámica tradicional para basarse en pruebas arqueológicas y documentos contemporáneos en árabe, armenio, copto, griego, hebreo, arameo, Latín y siriaco. Describen una conquista árabe del siglo VII de tierras bizantinas y persas que aún no es «islámica». Según diversas fuentes, los pueblos conquistados (griego Magaritai, siríaco Mahgre o Mahgraye) llaman a sus conquistadores «Hagarenes», más que musulmanes. En lugar de estar inspirados a la conquista por un nuevo profeta, libro sagrado y religión, los árabes son descritos como aliados de los judíos siguiendo un mesianismo judío para reclamar la Tierra Prometida al Imperio bizantino. El Corán vino después, según los autores, como producto de ediciones del siglo VIII de diversos materiales extraídos de una variedad de fuentes judeocristianas y medio-orientales, y Mahoma fue el heraldo de Umar, «el redentor», un mesías judaico.

#### Patricia Crone,Meccan Trade and the Rise of Islam(1987)
En Meccan Trade and the Rise of Islam, Patricia Crone sostiene que La Meca no pudo haber sido un centro del comercio terrestre desde el sur de Arabia hasta Siria en tiempos de Mahoma,
por varias razones. No estaba en la ruta comercial terrestre desde el sur de Arabia hasta Siria, y, aunque lo hubiera estado, esa ruta terrestre no era muy importante comparada con la ruta del comercio marítimo y había dejado de usarse a finales del siglo II d. C. El comercio mequí, salvo el perfume yemení, era principalmente de artículos de cuero baratos y prendas de vestir y, ocasionalmente, de alimentos básicos, que no se exportaban al norte hacia Siria, donde ya abundaban, sino a regiones cercanas. Además, la literatura de socios comerciales árabes que llevaban registro de los asuntos árabes (griego, Latín, siríaco, arameo y copto) no menciona «a los quraysh (la tribu de Mahoma) ni su centro comercial La Meca». Todo ello sugiere que las «historias» tradicionales transmitidas sobre la vida de Mahoma como comerciante mequí que viajaba de un lado a otro y sufría a manos de poderosas tribus mequíes son «puras invenciones» y que es mucho más probable que la carrera de Mahoma tuviera lugar no en La Meca y Medina ni en el suroeste de Arabia en absoluto, sino en el noroeste de Arabia.

#### Hans Jansen,De Historische Mohammed(2005/2007)
Los argumentos contra la plausibilidad de las tradiciones islámicas clásicas sobre los orígenes del islam fueron resumidos por Hans Jansen en su obra De Historische Mohammed. Jansen señala que la naturaleza críptica del Corán, que por lo general alude a acontecimientos más que describirlos y rara vez describe la situación para la que se hizo una revelación, hace que las tradiciones históricamente cuestionables sean muy importantes para interpretar y comprender el Corán. Muchas tradiciones islámicas surgieron mucho después de Mahoma con base en meras conjeturas sobre la situación para la que se había revelado un versículo coránico. Debido a esas tradiciones históricamente cuestionables, la interpretación del Corán ha quedado restringida desde entonces.

### No académicas
Ibn Warraq, autor conocido por su crítica del islam, compiló varios ensayos revisionistas en su libro The Quest for the Historical Muhammad. Fred Donner, al reseñar el libro, señaló que, al favorecer la escuela de revisionismo de Wansbrough, el autor presenta una «selección unilateral» que no considera los desafíos a esa línea de revisionismo. El resultado es «un libro que probablemente engañe a muchos lectores desprevenidos».
Robert B. Spencer, un conocido crítico del islam, escribió una obra de divulgación sobre los estudios revisionistas islámicos titulada Did Muhammad Exist?.

## Auge de la escuela revisionista
Hoyland considera que «la época dorada» del revisionismo se produjo en algún momento antes de la década de 1980, cuando el «perfil público del islam» aumentó «enormemente» y, según él, la tendencia «de izquierdas» de los académicos occidentales «reacios» a criticar el islam «favoreció el enfoque tradicionalista», al tiempo que «empujaba a los escépticos/revisionistas a volverse más extremos». (Hoyland busca una vía intermedia entre el revisionismo y el «tradicionalismo» acrítico).
La denominación revisionismo fue acuñada primero por los opositores del nuevo movimiento académico y todavía es usada por ellos en parte con una connotación menos que positiva. Después, los medios retomaron esa denominación para llamar al nuevo movimiento con una palabra concisa. Hoy, los adherentes del nuevo movimiento también usan Revisionism para designarse a sí mismos, pero por lo general entrecomillado y con un matiz de autoironía.

## Críticas al revisionismo
El consecuente análisis histórico-crítico del islam temprano encontró una fuerte resistencia al principio, ya que se publicaron tesis de gran alcance. Especialmente el libro Hagarism (1977) de Patricia Crone y Michael Cook suscitó muchas críticas severas. Importantes representantes del revisionismo como Crone y Cook entretanto se distanciaron de tales tesis radicales.
La crítica es expresada por investigadores como Tilman Nagel, quien apunta al carácter especulativo de algunas tesis y muestra que a algunos revisionistas les faltan ciertos estándares académicos. Por otro lado, Nagel acepta el impulso básico del nuevo movimiento de poner más énfasis en la aplicación del método histórico-crítico.
Se hace evidente cierta tendencia a tomar en serio a los revisionistas, por ejemplo, por el hecho de que los oponentes dirigen sus críticas no ya al «revisionismo» en general, sino al «revisionismo extremo» o «ultra-revisionismo».
Gregor Schoeler discute la escuela revisionista y describe las controversias tempranas. Schoeler considera el revisionismo demasiado radical, pero acoge el impulso general: «Hacernos pensar en todo esto y en muchas otras cosas notables por primera vez —o de nuevo— es sin duda un mérito de la nueva generación de “escépticos”».
François de Blois, Teaching Fellow del Department of the Study of Religions en SOAS, Londres, rechaza la aplicación del Método histórico-crítico a los textos islámicos. Argumenta que dicho método se desarrolló pensando en textos cristianos y, aunque ha sido aceptado como válido para aplicarse universalmente a cualquier texto, religioso o no, no hay razón para aplicarlo a los textos islámicos.